# Willy Schroeders
Willy Schroeders (Sint-Agatha-Rode, 9 dicembre 1932 – 28 ottobre 2017) è stato un ciclista su strada belga.

## Carriera
Professionista tra il 1956 ed il 1965, corse per la Van Hauwaert, la Faema, la Flandria, la G.B.C. e la Solo, affiancando Rik Van Looy. Le principali vittorie da professionista furono tre tappe al Giro d'Italia tra il 1961 ed il 1962. Vestì la maglia gialla del Tour de France per tre giorni nel 1962.

## Palmarès
- 1954

1ª tappa Giro d'Austria (Vienna > Graz)
6ª tappa Giro d'Austria (Innsbruck > Bad Ischl)
- 1955

Bruxelles-Liège
- 1956

Grand Prix du Brabant Wallon
Circuit de l'Ouest de la Belgique à Mons
Circuit de Belgique centrale
- 1957

Grote Prijs Stad Zottegem
2ª tappa Volta Ciclista a Catalunya
- 1959

Grand Prix du Brabant Wallon
Grand Prix des Ardennes - Vresse-Rienne
1ª tappa Tour de Champagne (Reims > San Quintino)
- 1960

De Drie Zustersteden
- 1961

3ª tappa Giro d'Italia (Sanremo > Genova)
19ª tappa Giro d'Italia (Vittorio Veneto > Trento)
- 1962

Grand Prix Stad Vilvoorde
6ª tappa Giro d'Italia (Rieti > Fiuggi)

### Altri successi
- 1956

2ª tappa, 2ª semitappa Driedaagse van Antwerpen (Anversa > Anversa, cronometro a squadre)
- 1962

2ª tappa, 2ª semitappa Tour de France (Herentals > Herentals, cronometro a squadre)

## Piazzamenti

### Grandi giri
- Giro d'Italia

1961: 13º
1962: ritirato
1963: ritirato
- Tour de France

1962: ritirato (14ª tappa)
1963: ritirato (11ª tappa)
- Vuelta a España

1956: ritirato (4ª tappa)
1958: ritirato (4ª tappa)
1963: 48º
1964: ritirato (4ª/2ª tappa)

### Classiche
- Milano-Sanremo

1962: 4º
1963: 3º
- Giro delle Fiandre

1960: 16º
- Parigi-Roubaix

1961: 55º
- Liegi-Bastogne-Liegi

1956: 50º
1961: 14º

### Competizioni mondiali
- Campionati del mondo

Berna 1961 - In linea: 24º
Salò 1962 - In linea: ritirato